# Райколово
Райколово (фин. Rahikkala) — упразднённая деревня на территории Фёдоровского городского поселения Тосненского района Ленинградской области.

## История
Впервые упоминается в Писцовой книге Водской пятины 1500 года как несколько смежных деревень Раикола на реке Ижере: Раикола за рекой Ижерою,  Вороткова Раикала на Ижере,  Арбуево Раикула на реке на Ижере,  Раикола в конце в Никольском Ижерском погосте Новгородского уезда.
Под названием Райколова деревня обозначена на карте Санкт-Петербургской губернии 1800 года. 
В 1820-х годах в деревне была открыта бумажная фабрика.

РАЙКОЛОВО — деревня ведомства Царскосельского дворцового правления, число жителей по ревизии: 91 м. п., 91 ж. п. (1838 год)

В пояснительном тексте к этнографической карте Санкт-Петербургской губернии П. И. Кёппена 1849 года она записана как деревня Rahikkala (Райколово), а также указано количество её жителей на 1848 год: савакотов — 83 м. п., 85 ж. п. Деревня входила в лютеранский приход Инкере.

РАЙКОЛОВО — деревня Царскосельского дворцового правления, по просёлочной дороге, число дворов — 28, число душ — 92 м. п. (1856 год)

РАЙКОЛОВО — деревня удельная при реке Ижоре, число дворов — 26, число жителей: 105 м. п., 101 ж. п.; Завод кирпичный. (1862 год)

Кирпичный завод крестьянина Адама Абрамова (Адама Абрамовича Саволайне, Адама Саволаева). С 1878 года владельцем завода указывается Пётр Иванович Саволайне.

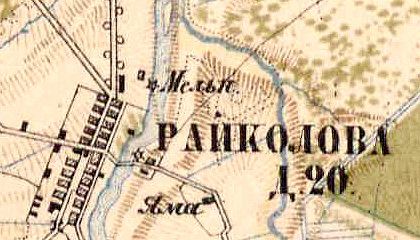
План деревни Райколово. 1885 год

Согласно военно-топографической карте издания 1885 года деревня называлась Райколова и насчитывала 20 крестьянских дворов, в деревне располагались две водяных мельницы.
В конце XIX — начале XX века деревня административно относилась к Колпинской волости 1-го стана Царскосельского уезда Санкт-Петербургской губернии. По приходским данным население деревни было исключительно финским.
Согласно «Карте района манёвров» издания 1913 года деревня насчитывала 35 дворов.
С 1917 по 1920 год деревня входила в состав Чернореченского сельсовета Кошелевской волости  Детскосельского уезда.
С 1920 года в составе Райколовского сельсовета Слуцкой волости.
С 1923 года в составе Троцкого уезда.
С 1924 года в составе Фёдоровского сельсовета.
С 1926 года в составе Анноловского сельсовета. Согласно данным переписи населения СССР 1926 года в деревне Райколово проживал 231 человек — большинство финны, а также русские.
С 1927 года в составе Детскосельского района. В 1927 году население деревни составляло 243 человека.
С 1928 года вновь в составе Фёдоровского сельсовета.
С 1930 года в составе Тосненского района.
По данным 1933 года деревня также входила в состав Фёдоровского сельсовета.
С 1936 года в составе Слуцкого района.
В 1940 году население деревни составляло 229 человек.

План деревни Райколово. 1941 год

Согласно топографической карте РККА Ленинграда и окрестностей 1941 года деревня насчитывала 48 дворов. В центре деревни находилась водяная мельница.
С 1 сентября 1941 года по 31 декабря 1943 года деревня находилась в оккупации. Исключена из областных административных данных по причине: «После войны не восстановлена», на основании 
постановления Секретариата Президиума Верховного Совета РСФСР от 30 октября 1950 года.
В настоящее время на её месте проходит Кольцевая дорога посёлка Фёдоровское.

## География
Деревня располагалась в северо-западной части района. 
Деревня находилась на левом берегу реки Ижоры перед впадением в неё правого притока — реки Винокурки.